# Casimir de Scorbiac
Bruno Charles Casimir de Scorbiac, né le 4 mars 1796 à Montauban et mort le 1er octobre 1846 dans la même ville, est un ecclésiastique, prêtre, missionnaire et éducateur français.

## Biographie

### Famille

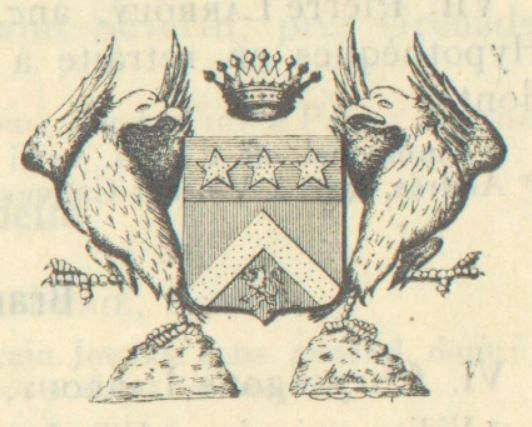
Blason de la famille de Scorbiac

Casimir de Scorbiac, est le troisième enfant d'une famille de la noblesse du Tarn-et-Garonne.  
Son père, Jean-Jacques Maurice de Scorbiac, et sa mère, Marie Alies ont eu quatre enfants : Coralie (1784-1855) ; Amé Jean Guichard Bruno (1786-1861) ; Casimir et Maurice (1797-1849).

### Éducation et études
Il fait ses études à l'institution de l'abbé Liautard (la Maison d'éducation de la rue Notre-Dame-des-Champs qui deviendra en 1822 le collège Stanislas). Il s'était préparé pour entrer à l'école polytechnique mais il change d'avis et il entre au séminaire de Saint-Sulpice en octobre 1815 alors âgé de 19 ans.
Il est ordonné prêtre catholique en 1820, et entre dans la société des missionnaires de France fondée par l'abbé Rauzan. L'évêque de Quimper, Pierre-Vincent Dombidau de Crouseilles, qui est aussi son oncle, lui propose un canonicat dans le diocèse de Cornouaille-Léon mais il refuse la proposition.

### Aumônier de l'Université
En 1823, alors qu'il est encore attaché aux missions de France, Casimir donne une retraite au Collège royal de Rouen. Son éloquence fut remarquée par le recteur de l'Académie M. Faucon, qui partage son avis avec l'évêque, Mgr Frayssinous.
En réponse, l'évêque d'Hermépolis, Denis Frayssinous, qui préside alors à l'instruction publique en tant que grand maitre de l'Université, crée pour lui un nouvel emploi en 1823, celui d'aumônier de l'Université. Il est alors sommé, avec l'agrément des évêques diocésains, de donner des retraites dans tous les collèges royaux de France, c'est-à-dire les lycées qui prennent ce nom à la suite de l'Ordonnance du roi portant règlement sur l'instruction publique du 17 février 1815. 
En 1825 Casimir de Scorbiac prêche la retraite au lycée Henri IV. Ces paroles étaient appréciées et respectées. Les élèves, reconnaissants lui ont offert un tableau de Saint Thomas d’Aquin avec gravé sur le cadre : « si Thomas fuit angelicus cognomine doctor, scorbiacus nobis doctor amicus erit » (« si Thomas eut le surnom de docteur angélique, de Scorbiac aura parmi nous celui de docteur ami »),. 
Dans ses logements de fonction à la Sorbonne il organise des salons auxquels prenaient part des avocats, des médecins, des professeurs. Il organise les réunions de concert avec les abbés Philippe Gerbet de Antoine de Salinis.
Il occupe la fonction d'aumônier de l'Université jusqu'en 1827.

### Directeur du collège de Juilly

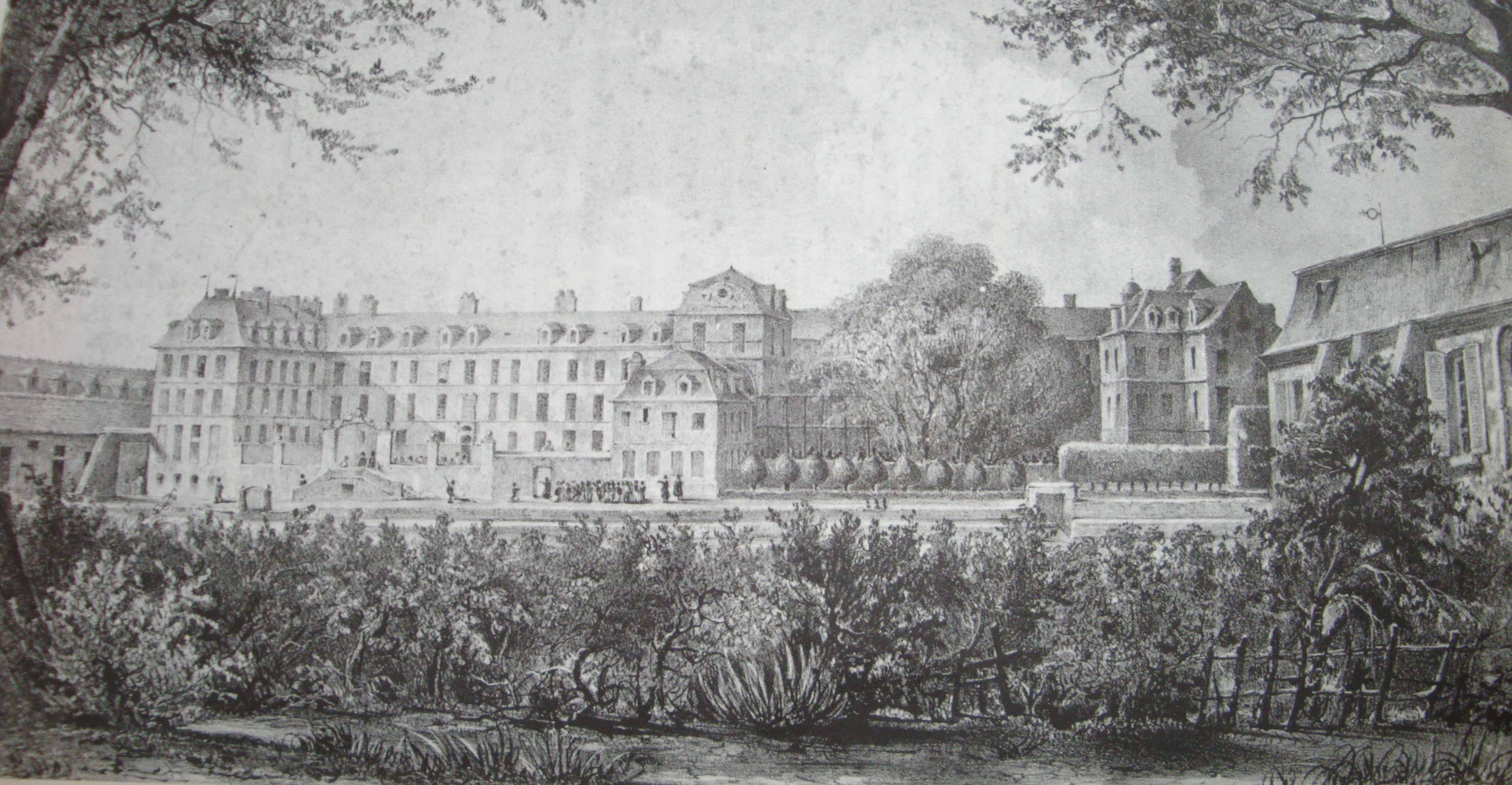
Collège de Juilly (gravure de 1824)

À la suite de la suppression de son poste, lorsque Mgr Frayssinous quitte le ministère de l'instruction publique, il devient en 1828, avec l'abbé Antoine de Salinis directeur du collège de Juilly jusqu'en 1841. Ils mettent en œuvre des pratiques pédagogiques innovantes, laissant plus de liberté aux élèves. Le collège ouvre en 1828 avec 240 élèves appartenant surtout à des familles aisées, l'année suivante, le nombre passe à 300, ce qui témoigne d'un succès.  
À la suite des événements politiques de juillet 1830, les études sont interrompues, les élèves sont renvoyés vers leurs familles, les effectifs sont fortement réduits. Pour relancer l'enseignement, ils décident de faire appel aux religieux de la congrégation de Saint-Pierre, par le biais de Philippe Gerbet, afin d'obtenir un cadre spirituel et académique aux études. La congrégation comptait alors une quarantaine de membres, portait les valeurs d'un catholicisme libéral et était animée par Félicité de la Mennais qui bénéficiait alors de la reconnaissance ecclésiastique. 
Charles Hamel, l’historien de Juilly, était aussi élève au collège de 1836 à 1840. Il explique que Casimir de Scorbiac avait le rôle de directeur et se chargeait des rapports avec les familles tandis qu'Antoine de Salinis s’occupait de l’organisation de l’enseignement et de l’éducation religieuse. Les élèves étaient soumis à un régime libéral dans le domaine de la piété et la pratique des sacrements, l’accent était mis surtout sur la responsabilité personnelle. Le bureau des directeurs étaient ouverts pendant les récréations pour tous les élèves ce qui permettait de poursuivre de façon plus informelle les discussions provoquées par l'apprentissage des cours. Les deux directeurs sont considérés par les élèves les ayant côtoyé, comme d’excellents éducateurs. Ils sont accompagnés d'une équipe de professeurs et d’éducateurs favorisant un enseignement et une formation chrétienne de qualité. C’est à cette époque que se développe la fierté d’être ou d’avoir été élève de Juilly par la mise en place des premières réunions fraternelles d’anciens élèves .
Il reçoit les dignités de chanoine honoraire de Meaux, en reconnaissance pour la prise de direction du collège de Juilly et de vicaire général de Montauban[réf. souhaitée].

### Fondation du journalL'Université Catholique
Il donna sous la Restauration une vive impulsion à la presse catholique française en fondant en 1836 avec les abbés de Salinis et Gerbet, et Charles de Montalembert la revue périodique L'Université catholique, recueil religieux, philosophique, scientifique et littéraire. Il en assura la direction, mais publia peu d'articles.
Quarante volumes furent publiés en deux séries jusqu'en 1855, date à laquelle elle cessa de paraître malgré son succès. Elle fut alors réunie aux Annales de philosophie chrétienne. Il contribua à plusieurs autres publications.

### Vicaire général du diocèse de Bordeaux
En 1841, il entreprend, avec Antoine de Salinis, un pèlerinage vers Rome. Ils sont reçus par le Pape Grégoire XVI et d'autres savants de la cour pontificale. A leur retour, il est nommé vicaire général par l'archevêque du diocèse de Bordeaux, en même temps qu'Antoine de Salinis. A ces missions diocésaines, s'ajoute, la direction spirituelle d'un pensionnat de jeunes filles, en tant qu'aumônier.
Il organise, avec son ami Antoine de Salinis, un salon hebdomadaire. C'est une réunion de jeunes ecclésiastiques qui mettent en commun leurs recherches et leurs travaux, ainsi que des membres du barreau de Bordeaux, des professeurs de sciences, des journalistes, autour de questions théologiques.
En 1846, alors qu'il faisait un trajet en compagnie d'Antoine de Salinis, pour se rendre des Pyrénées à la Bourgogne, il trouve à Bordeaux une lettre au sujet de la santé de son frère, le baron de Scorbiac. Il part alors le rejoindre. Retiré dans sa famille, il meurt le 1er octobre 1846 à Montauban des suites d'une maladie.

## Ouvrages
- Philippe Gerbet, Antoine de Salinis (dir.) et Casimir de Scorbiac (dir.), Précis de l'histoire de la philosophie, Paris, L. Hachette, 1841, 424 p. (BNF 31338775, lire en ligne). Le livre est rédigé par Philippe Gerbet, mais il ne parait pas sous le nom de l’auteur qui le voulait anonyme. Cependant, les libraires considérant que cela infléchirait les ventes du livre, ont pris le parti d'indiquer en couverture publié par MM. de Salinis et de Scorbiac, alors directeurs du collège de Juilly, pour éviter l'anonymat[17].